# Militärfängelse

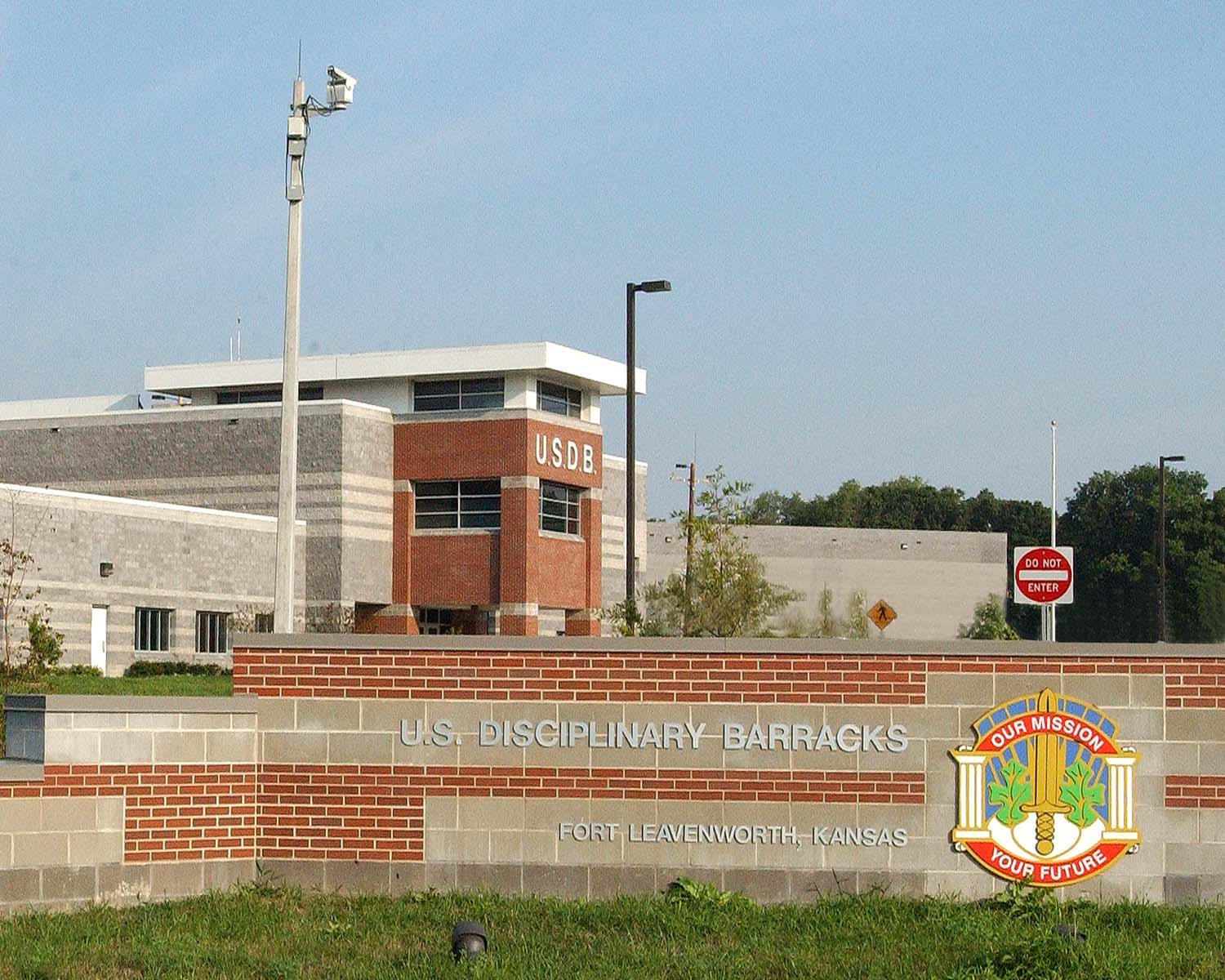
United States Disciplinary Barracks i Fort Leavenworth, Kansas är det enda militära högsäkerhetsfängelset inom USA:s väpnade styrkor.

Militärfängelse är en kriminalvårdsanstalt som drivs av en krigsmakt och är avsedd för krigsmän. Det är även en alldaglig benämning på ett fängelsestraff som utdöms av krigsrätt eller allmän domstol vilket avtjänas i en militär kriminalvårdsanstalt.
Särskilda militärfängelser finns numera i Australien, Israel, Italien, Kanada, Storbritannien, USA och andra länder. Nazityskland och DDR hade militärfängelser, men inte Förbundsrepubliken.